# Yūsha Raideen
Yūsha Raideen (勇者ライディーン, Yūsha Raidīn, litt. « Raideen le brave ») est un anime japonais appartenant au genre super robot (sous-genre du mecha). Produit par Tohokushinsha, Asahi News Agency et Sunrise, il est diffusé sur la chaine NET (devenue TV Asahi aujourd'hui) du 4 avril 1975 au 26 mars 1976, pour un total de 50 épisodes. La série est principalement connue sous le nom de Brave Raideen ou Heroic Raideen.

## Synopsis
Tout commence quand, après 12 millénaires de sommeil, le démon Empire s'éveille pour prendre le contrôle de la terre. Raideen, un robot géant protecteur de l'ancien continent de Mu, ressent cette présence maléfique et émerge lui aussi des songes, dans sa pyramide dorée. Akira Hibiki, un jeune garçon japonais, est alors alerté de la menace du démon par une mystérieuse voix qui l'attire vers la pyramide. De fait, Akira descend de l'ancien peuple de Mu, chargé d'aider Raideen dans sa lutte. Intuitivement, Akira pénètre dans le robot par une sorte de rampe, fait démarrer le moteur dans la tête du robot et pilote ce dernier depuis un cockpit interne. Les capacités de Raideen se révèlent d'ailleurs très variées, puisqu'il peut voler, tirer flèches et missiles, et surtout se transformer en un robot à forme d'aigle, appelé le mode God Bird.
Bien sûr, Akira est supporté dans sa mission par diverses personnes, dont Mari Sakurano, fille d'un éminent scientifique, et ses amis du club de football.

## Production
Brave Raideen est la première série japonaise dans laquelle un robot géant a une origine mystique plutôt que scientifique ; Raideen lui-même est doué de sentiments. Ce dernier est aussi connu pour être un des premiers robots transformables de l'histoire des animes (devancé par Goldar dans Ambassador Magma, même si la transformation du robot en vaisseau spatial n'est pas détaillée mécaniquement). Par extension, les jouets en plastique moulé tiré de la série par Popy en 1975 sont les premiers jouets transformables. 
La série a été conçue par deux réalisateurs : la première partie par Yoshiyuki Tomino, dont c'est la première œuvre mecha et qui sera par la suite plus connu pour son Mobile Suit Gundam, et la seconde par Tadao Nagahama, travail qui influencera ses futurs animes comme Combattler V, Voltes V et Daimos. Raideen est aussi la seconde collaboration entre Tomino et Yasuhiko Yoshikazu (la première étant Sasurai no Taiyō en 1971) ; il collabore aussi plus tard sur la franchise Gundam. La série a de plus influencé d'autres artistes ; Yutaka Izubuchi, réalisateur de RahXephon, confie ainsi que la proximité entre sa série et Raideen est intentionnelle,.
Quant au nom « Raideen », il vient du lutteur de sumo Raiden Tameimon, très célèbre dans sa discipline.

## Réception
Selon Fred Patten, Brave Raideen figure parmi les séries de super robots les plus populaires au Japon. La série est aussi notoirement connue pour avoir été l'une des premières du genre à s'exporter avec succès aux États-Unis, dès 1976. Des produits dérivés comme les jouets y ont par conséquent été commercialisés.

## Remakes

### Chōja Raideen
Chōja Raideen (超者ライディーン, litt. « Raideen le supérieur »), réalisé par Toshifumi Kawase en 38 épisodes en 1996, s'inspire un peu de la série originale. Cinq adolescents apparemment ordinaires y sont en fait des superhéros que l'on appelle Raideens, et dont la tâche est de combattre les « super démons » ennemis. Cette série diffère donc fortement de l'original, se rapprochant plus du sentai comme Tekkaman Blade.

### Reideen
C'est en janvier 2007 que ce remake de 26 épisodes intitulé simplement REIDEEN sort, bien plus proche de la série originale que Chōja Raideen. Saiga Junki, jeune lycéen surdoué en mathématiques, apprend que la dépouille de son archéologue de père, disparu plusieurs années auparavant, vient d'être retrouvée. Il se rend donc sur place, et c'est à ce moment qu'une météorite contenant un étrange robot tombe du ciel. Alors qu'il est en graver danger, le bracelet qui lui a laissé par son père réagit avec un robot nommé Reideen. Saiga en prend donc les commandes pour défendre la terre contre les envahisseurs. 

## Fiche technique
Sources de la section : Anime News Network et l'IMDb.

### Équipe de réalisation
- Réalisation : Yoshiyuki Tomino (épisodes 1 à 26) et Tadao Nagahama (épisodes 27 à 50)
- Storyboard : Yoshiyuki Tomino
- Idée originale : Yoshitake Suzuki
- Conception des personnages : Yoshikazu Yasuhiko
- Direction de l'animation : Yoshikazu Yasuhiko

### Doublage
- Akira Hibiki : Akira Kamiya
- Mari Sakurano : Makoto Kousaka, Kiyoko Shibata
- Tarou Sarumaru : Ikuo Nishikawa
- Dan Araiso : Keisuke Yamashita
- Reiko Hibiki : Misako Hibino
- Riki Jinguuji : Makio Inoue
- Rei Asuka : Kotoe Taichi
- Daisaburou Higashiyama : Shojiro Kihara
- Prince Sharkin : Osamu Ichikawa
- Berostan : Kaneta Kimotsuki
- Barao : Junpei Takiguchi

## Sources et références
1. 1 2 3  (en) Helen McCarthy et Jonathan Clements, The Anime Encyclopedia : A Guide to Japanese Animation Since 1917, Titan Books Ltd, 2001 (ISBN 1-84576-500-1), p. 75
2. ↑  (en) Sean Broest, « Yutaka Izubuchi Focus Panel », Anime News Network, 2006 (consulté le 25 octobre 2010)
3. ↑  (en) Amos Wong, « Interview with Yutaka Izubuchi », Newtype USA, Kadokawa Shoten, no 2,‎ février 2003, p. 14-15
4. ↑  (ja) « 古今名力士 », Eisai Co.,‎ 2006 (consulté le 25 octobre 2010)
5. ↑  (en) Fred Patten, Watching anime, reading manga : 25 years of essays and reviews, Stone Bridge Press, 2004, 383 p. (ISBN 978-1-880656-92-1, lire en ligne), p. 293-296
6. ↑  (en) « Yuusha Raideen (TV) », Anime News Network (consulté le 25 octobre 2010)
7. ↑  « Yūsha Raideen » (présentation de l'œuvre), sur l'Internet Movie Database